# Зайцев, Михаил Юрьевич
Михаил Юрьевич Зайцев (род. 8 апреля 1993, Пушкин, Санкт-Петербург, Россия) — российский футболист, полузащитник.

## Биография
Воспитанник СДЮСШОР Пушкинского района («Царское Село»). Имеет звание кандидата в мастера спорта по военизированному многоборью. Чемпион Санкт-Петербурга в личном зачёте по военизированному многоборью среди молодёжи допризывного возраста 2010 года.
Начинал карьеру в пушкинской футбольной команде у тренера Игоря Кузнеченкова, команда которого выступала в первенстве Ленинградской области. В 2012 году выступал в первенстве ЛФЛ за петербургскую «Русь».
В 2014 году играл в эстонской Лиге мастеров за клуб «Локомотив» Йыхви. Всего в чемпионате отыграл 11 матчей, в которых забил один гол. После вылета железнодорожников из высшей лиги покинул клуб. В 2015 году играл за вторую команду «Тосно». Летом 2015 года подписал контракт с латвийским клубом «Лиепая 1625».
Весной 2017 года подписал контракт с монгольским клубом «Хангарьд», по окончании сезона покинул клуб. Зимой 2018 года перешёл в словацкий клуб третьей лиги «Вельке-Ревиштия». Отыграл там до конца сезона и перешёл в монгольский «Эрчим». Летом 2018 года подписал контракт с монгольским клубом «Эрчим», в составе которого стал чемпионом Монголии.
1 апреля 2019 года подписал контракт с таджикистанским клубом «ЦСКА-Памир», В мае расторг соглашение.
С 31 мая 2019 года выступал за петербургский любительский футбольный клуб «Константиновское Округ 19».
С 3 сентября 2020 года — игрок любительской команды «Ядро» (Санкт-Петербург), в 2021 году сыграл за команду в матче Кубка России. В апреле 2023 года сыграл в 4 матчах за «Электрон» (Великий Новгород) во Второй лиге.